# Торреон (муниципалитет)
Торрео́н (исп. Torreón) — муниципалитет в Мексике, штат Коауила, с административным центром в одноимённом городе. Численность населения, по данным переписи 2020 года, составила 720 848 человек.

## Общие сведения
Название Torreón дано в знак построенных наблюдательных башен у поселения строителей водохранилища на реке Насас от набегов индейцев тобососов.
Площадь муниципалитета равна 1283 км², что составляет 0,85 % от общей площади штата, а наивысшая точка — 1487 метров, расположена в поселении Ла-Колония.
Он граничит с другими муниципалитетами штата Коауила: на востоке с Матаморосом и Вьеской,  а на юге, западе и севере с другим штатом Мексики — Дуранго.

## Учреждение и состав
Муниципалитет был образован в 1893 году, в его состав входит 83 населённых пункта, самые крупные из которых:
| Код INEGI                  | Населённый пункт                                                                         | Численность населения (2005 год) | Численность населения (2010 год) | Численность населения (2020 год) |
| -------------------------- | ---------------------------------------------------------------------------------------- | -------------------------------- | -------------------------------- | -------------------------------- |
| 035                        | Всего                                                                                    | 577477                           | 639629                           | 720848                           |
| 0001                       | Торреон (исп. Torreón) 25°32′30″ с. ш. 103°27′11″ з. д. (административный центр)         | 548723                           | 608836                           | 690193                           |
| 0178                       | Ла-Партида (исп. La Partida) 25°35′28″ с. ш. 103°17′59″ з. д.                            | 3798                             | 4010                             | 4222                             |
| 0152                       | Ла-Конча (исп. La Concha) 25°38′04″ с. ш. 103°22′52″ з. д.                               | 3780                             | 3794                             | 4078                             |
| 0197                       | Санта-Фе (исп. Santa Fe) 25°34′01″ с. ш. 103°19′55″ з. д.                                | 1983                             | 2057                             | 2105                             |
| 0180                       | Ла-Пас (исп. La Paz) 25°35′40″ с. ш. 103°21′24″ з. д.                                    | 2567                             | 2485                             | 2102                             |
| 0448                       | Вильяс-дель-Ренасимьенто (исп. Villas del Renacimiento) 25°39′28″ с. ш. 103°22′05″ з. д. | н/д                              | 49                               | 1874                             |
| 0183                       | Эль-Перу (исп. El Perú) 25°36′10″ с. ш. 103°20′36″ з. д.                                 | 1757                             | 1836                             | 1869                             |
| 0165                       | Хуан-Эухеньо (исп. Juan Eugenio) 25°17′22″ с. ш. 103°30′01″ з. д.                        | 1614                             | 1821                             | 1832                             |
| 0143                       | Альбия (исп. Albia) 25°39′59″ с. ш. 103°21′44″ з. д.                                     | 1534                             | 1694                             | 1705                             |
| 0182                       | Ла-Перла (исп. La Perla) 25°29′48″ с. ш. 103°21′07″ з. д.                                | 1548                             | 1591                             | 1666                             |
| —                          | Прочие                                                                                   | 10173                            | 11456                            | 9202                             |
| Названия на карте Генштаба |                                                                                          |                                  |                                  |                                  |

## Экономика
По статистическим данным 2000 года, работоспособное население занято по секторам экономики в следующих пропорциях:
- сельское хозяйство и скотоводство — 1,8 %;
- производство и строительство — 34,2 %;
- торговля, сферы услуг и туризма — 60,5 %;
- безработные — 0,5 %.

## Инфраструктура
По статистическим данным 2010 года, инфраструктура развита следующим образом:
- электрификация: 99,6 %;
- водоснабжение: 99,2 %;
- водоотведение: 98,3 %.

## Фотографии

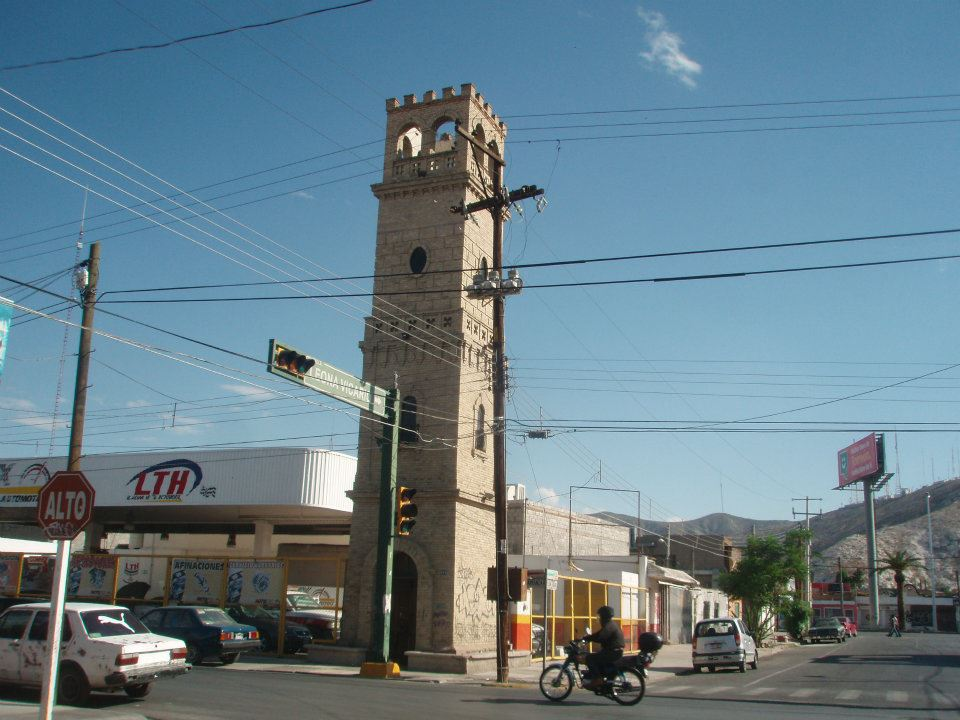
Сторожевая башня
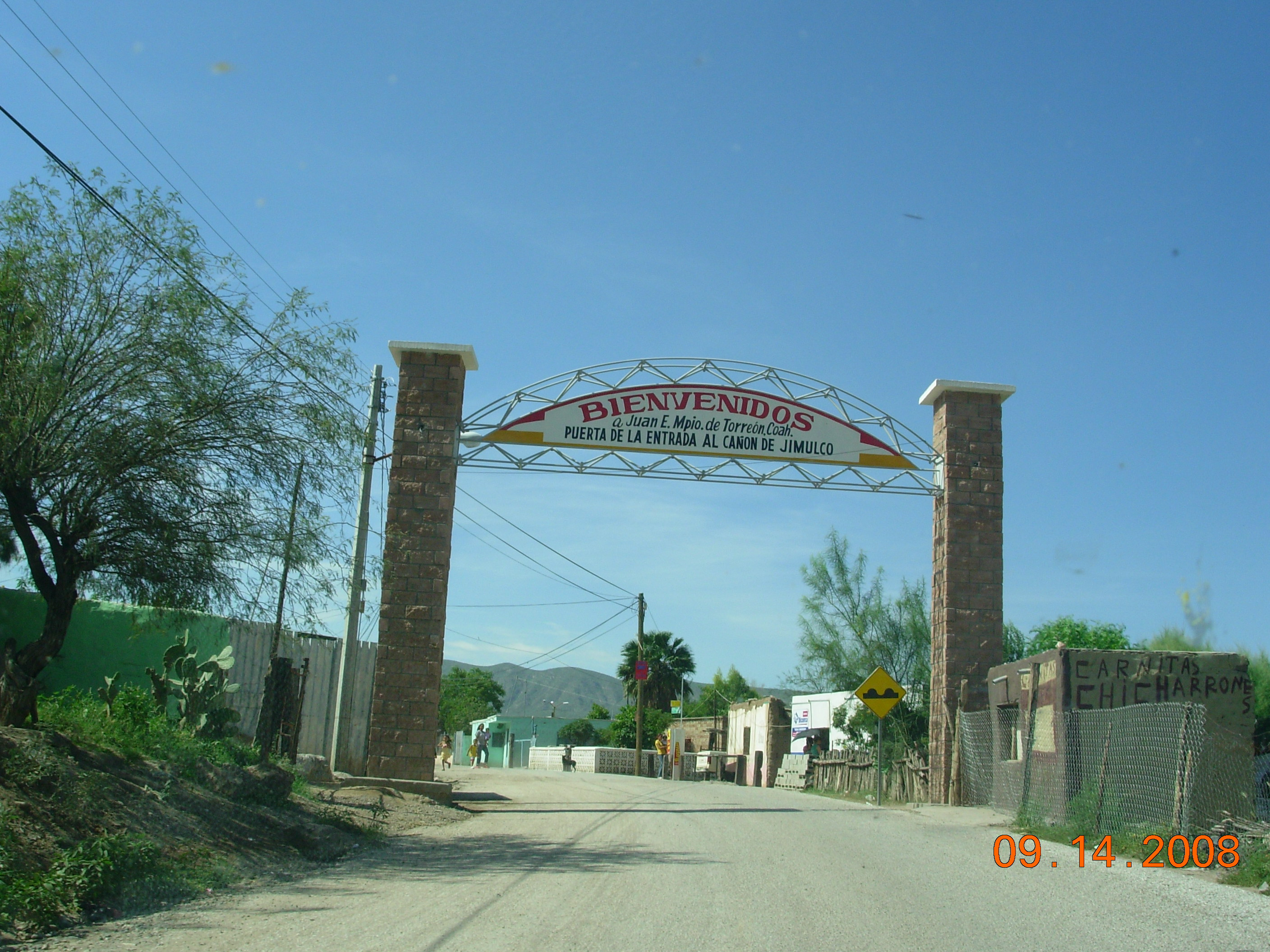
Въезд в Химулько
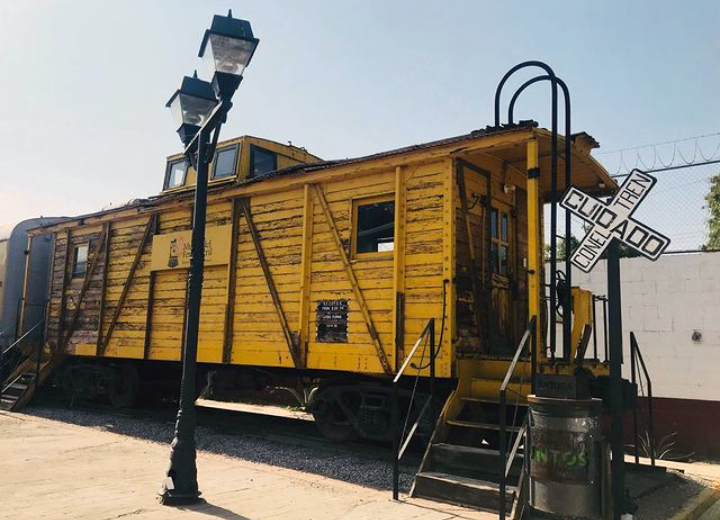
Экспонат в ж/д музее